# Вортам (Тексас)
Вортам (енгл. Wortham) град је у америчкој савезној држави Тексас. По попису становништва из 2010. у њему је живело 1.073 становника.

## Демографија
Према попису становништва из 2010. у граду је живело 1.073 становника, што је 9 (0,8%) становника мање него 2000. године.
| Група             | 2000.       | 2010.       |
| Белци             | 849 (78,5%) | 782 (72,9%) |
| Афроамериканци    | 193 (17,8%) | 195 (18,2%) |
| Азијати           | 0 (0,0%)    | 0 (0,0%)    |
| Хиспаноамериканци | 30 (2,8%)   | 82 (7,6%)   |
| Укупно            | 1.082       | 1.073       |